# Sega Game Gear
Sega Game Gear (japanska: ゲームギア?, Geemu Gia) är en bärbar spelkonsol utvecklad av Sega. Den var huvudsakligen konkurrent till Nintendos Game Boy och Atari Lynx. Konsolen började utvecklas 1989 under kodnamnet Project Mercury och släpptes i Japan 1990, i USA, Europa och Australien 1991.

## Nintendo 3DS
Ett urval av Sega Game Gear-spel har släppts för Virtual Console-tjänsten på Nintendos bärbara spelkonsol 3DS. Spelen kan laddas ner till systemet via en onlineshop och spelas via en emulator. Några av spelen som släppts till 3DS är Dragon Crystal, Shinobi och Sonic the Hedgehog: Triple Trouble.

## Funktioner
Till skillnad mot Nintendos svartvita Game Boy så var Game Gear i färg. Game Gear hölls i handen horisontellt med LCD-skärmen mellan händerna till skillnad mot Game Boys vertikala design.
Eftersom Game Gear och Sega Master System var så lika varandra var det enkelt att konvertera spelen till den portabla spelmaskinen, vilket gjorde att Game Gear fick många spel.

## Specifikationer
- Processor: Zilog Z80 (8 bit)
- Processorhastighet: 3,58 MHz (samma som NTSCs dot clock)
- Upplösning: 160 × 144 pixlar
- Antal tillgängliga färger: 4096
- Antal färger på skärmen: 32
- Max antal sprites: 64
- Spritestorlek: 8 × 8 eller 8 × 16
- Skärmstorlek: 8,1 cm (3,2 tum)
- Ljud: 4 kanaler (3 fyrkantsvåg, 1 brus)
- RAM: 8 KiB
- VRAM: 16 KiB

## Tillbehör

### TV Tuner

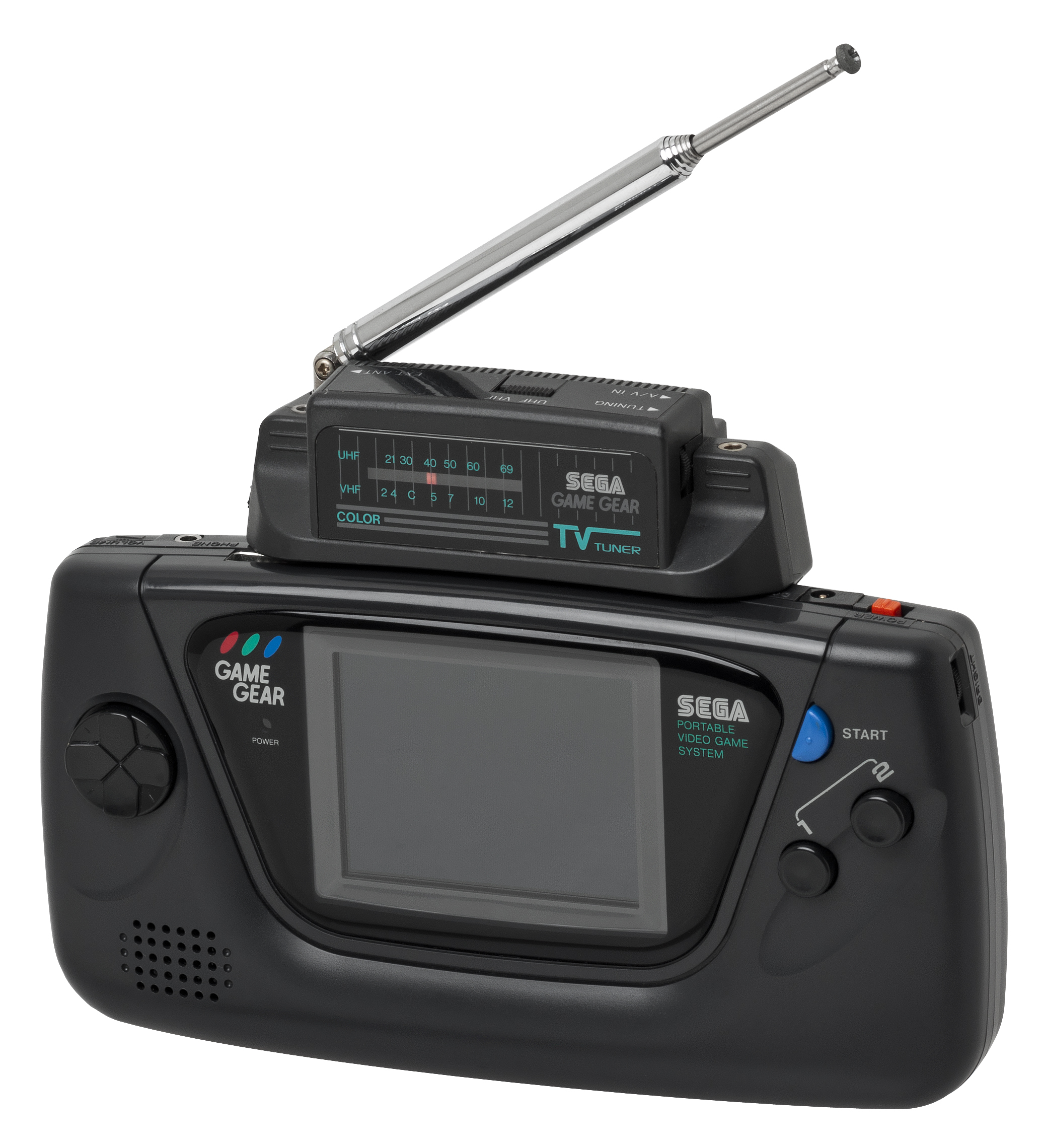
Game Gear med TV Tuner.

Ett tillbehör till Game Gear var TV Tuner som gjorde det möjligt att genom cartridge-kassettuttaget se TV på Game Gears LCD-skärm. 

### Master Gear Converter
Eftersom Game Gear-hårdvaran var nära på identisk med Master System släppte Sega Master Gear Converter som tillät Game Gear-ägare att spela Master System spel. Något tillbehör för att göra det omvände släpptes dock aldrig eftersom Master System hade en mindre färgpalett.

### Fotnoter
1. ↑  Ida Lindkvist (26 april 2011). ”Bärbara spel i begynnelsen”. M 3 i dag. http://m3.idg.se/2.1022/1.381799/barbara-spel-i-begynnelsen. Läst 23 maj 2017.